# Sititelec, Bihor
Sititelec (în maghiară Székelytelek) este un sat în comuna Husasău de Tinca din județul Bihor, Crișana, România.

## Așezare geografică
La sud de Oradea, la poalele Pădurii Craiului, între Leș, Miersig și satul Husasău de Tinca.

## Istoria
Localitatea a fost atestată prima dată în anul 1213 sub numele Scecul. În anul 1291 se numea Zekulteluk, în anul 1415 se numea Zekeltelek, iar în anul 1808 primește denumirea Sititelec, denumire păstrată și astăzi.
Satul s-a depopulat în timpul invaziei tătarilor, dar în secolul al 13-lea s-a repopulat, atunci a primit anexa de telek. În 1332 a avut deja și biserică, preotul primea 6 gologani de zeciuială pentru papă. În 1851 Elek Fényes a scris despre localitate : "Satul Sititelec,Judetul Bihor, 519 ortodocși, 170 greco-catolici, 8 agnostici,2 evrei, 2 biserici mame. Are granița de 2000 holzi. Judecătorul este capitoliul Oradiei. "
În 1910 din cei 1246 locuitori 1152 români, 53 sunt unguri. Din aceștia 289 greco-catolici,17 reformați, 17 evangelici, 883 ortodocși. Înainte de Marea Unire a aparținut de comuna Tinca din Județul Bihor

## Monumente
- Biserica Greco-catolică a fost construită în 1816
- Biserica Ortodoxă a fost construită în jurul jumătății secolului al 18-lea.

Pe vremea lui Árpád în nord-vestul localității se afla și localitatea Babonya, care în 1800 se numea Babostyatanya.

### Babonya
Acesta a fost pomenit pentru prima oară în 1291 sub numele de Babana
În 1300 se numea Babuna, În 1319 se numea Babana iar în 1325 se numea Babonya
În 1325 a fost proprietatea ispanului Gergely din națiunea Katapană.
Pe ispanul Gergely în 1291 l-au numit proprietarul Köbli al județului Zărand.
În 1300 a cultivat struguri în Oradea și a primit satul Méhes pentru conservare.
În 1306 Gergely a fost judecător ales în procesul dintre Kopasz nádor și cei din Szer
În 1319 Gergely nu mai trăia, ca văduvă a fost pomenită fata banului Pál. Dintre copiii lui fata a fost pomenită în 1325, ca văduva lui Kárászi Sándor,iar István(fiul) a fost servientul meșterului Semlek din Cenad.